# Orfeo Saxophone Quartet
Das Orfeo Saxophone Quartet ist ein professionelles Saxophonquartett in der klassischen Besetzung mit Sopran-, Alt-, Tenor- und Baritonsaxophon.

## Quartett
Mitglieder des Quartetts sind: Fabian Pablo Müller (Sopransaxophon), Jörg Maria Ortwein (Altsaxophon), Alexej Khrushchov (Tenorsaxophon) und Hannes Tipelius (Baritonsaxophon). Das Saxophonquartette aus Österreich hat sich besonders Werken der Wiener Klassik, des Barock sowie Komponisten der Gegenwart verschrieben. Derzeit sind vier Einspielungen auf CD mit Werken von Wolfgang Amadeus Mozart, Edvard Grieg, Johann Sebastian Bach und anderen erschienen. Besondere Beachtung findet die Aufnahme des Musikalischen Opfers von Johann Sebastian Bach in einer Bearbeitung für Saxophone und Cembalo.
Der Name Orfeo Saxophone Quartett ist eine Anlehnung an den Sänger Orpheus der griechischen Mythologie als Programm. Zum Repertoire gehören klassische und barocke Musik, sowie Tango, Jazz und Neue Musik. Zu einem der größten Erfolge des Quartetts zählt die Interpretation von Johann Sebastian Bachs Italienischem Konzert anlässlich eines Geburtstagsporträts des SWR zu Martin Walsers 75. Geburtstag im Theater Baden-Baden.

## Geschichte
Gegründet wurde das Orfeo Saxophone Quartet im Jahr 1994 vom Saxophonisten und Musikpädagogen Jörg Maria Ortwein (* 1961 in Kempten/Allgäu) mit Studenten seiner Saxophonklasse am Vorarlberger Landeskonservatorium. Die Besetzung hat sich seit dieser Zeit mehrfach verändert.

### Mitglieder
Mitglieder des Quartetts im Jahr 2012 sind:

#### Fabian Pablo Müller
Fabian-Pablo Mueller (Sopransaxophon), geboren am 14. August 1980 in München. Im September 1998 nahm er das Musikstudium am Landeskonservatorium für Vorarlberg bei Jörg Maria Ortwein auf. Der junge Künstler ist mehrfacher Wettbewerbspreisträger. So erhielt er 1998 den 1. Bundespreis Jugend Musiziert, 2003 war er  2. Preisträger „Publikumspreis“ des Internationalen Holzbläserwettbewerbs Schleswig-Holstein. 2001 erhielt er ein Richard Wagner Stipendium und das Stipendium des Landes Vorarlberg. Konzertauftritte im In- und Ausland machten ihn in der Öffentlichkeit bekannt. Es folgten Einladungen als Solist mit dem Philharmonischen Orchester Bad Reichenhall, Philharmonia  de Medellin (Kolumbien) und dem United World Philharmonic Youthorchestra, mit Konzerten in Turin (I) und Bonn.  Sein Saxofonstudium führte ihn zu Meisterkursen bei Claude Delangle (Paris), Jean-Ives Fourmeau (Paris) und Jean-Dennis Michat (Lyon). Er wurde vom ORF zu einem Künstlerportrait und einer Rundfunkaufnahme für Januar  2002 eingeladen. Seit Januar 1999 ist Fabian-Pablo Mueller Mitglied des Orfeo Saxophone Quartetts. Im Mai 2001 absolvierte er sein Musikstudium am Landeskonservatorium für Vorarlberg mit Auszeichnung. Seine weiteren Studienwege führten ihn an die Musikhochschule Basel (CH) zu Markus Weiss, an die Hochschule für Musik Hanns-Eisler in Berlin und an die Universität der Künste Berlin zu Johannes Ernst. 2002/2003 hielt er Meisterkurse in Medellin, (Kolumbien) an der Universidad de Antioquia im Fach Klassisches Saxofon. 2006 war er Stipendiat des Deutschen Musikrates und  Finalist in der Solowertung des Deutschen Musikratswettbewerbs. Seit SS 2007 ist er Lehrbeauftragter der Pädagogischen Hochschule Weingarten und seit WS 2007 Lehrauftrag am Landeskonservatorium Vorarlberg.

#### Jörg Maria Ortwein
Jörg Maria Ortwein (Altsaxophon), geboren in Kempten/Allgäu, unterrichtet seit 1989 als Professor am Vorarlberger Landeskonservatorium. Daneben arbeitet er als freischaffender Musiker in diversen Besetzungen und Soloperformances in den Bereichen klassischer und improvisierter Musik sowie als Orchestermusiker in diversen Orchestern wie den Bamberger Symphonikern, den Stuttgarter Philharmonikern, dem Orchester des Hessischen Rundfunks und vielen mehr.

#### Alexej Khrushchov
Alexej Khrushchov (Tenorsaxophon), geboren in Mogilew, heute Belarus, studierte  Saxofon und Dirigieren an der „Glinka-Musikfachschule Minsk“, daraufhin an der „Weissrussischen Staatsakademie der Musik“ (wissenschaftlicher und  pädagogischer Magister). Anschließend setzte er seine Studien bei Daniel Gauthier an der Musikhochschule Detmold/Dortmund fort (Diplom der künstlerischen Ausbildung). Er war Preisträger bei diversen landesweiten und internationalen Wettbewerben, wie z. B. Internationales Festival der Blasmusik „Surmy-98“ (Ukraine).  Seit 2002 ist er Musikpädagoge an der Jugendmusikschule Württembergisches Allgäu. Als Solist und Ensemble-Musiker ist er in den Saxofonquartetten „Orfeo Saxophone Quartet“ sowie „Newton Saxofon Quartett“ in verschiedenen Projekten (wie z. B. „Süßstoff“ mit Christoph Süß im Volkstheater München) tätig. Regelmäßige Mitwirkung in der Reihe „EnCasa“ und in den Konzerten von Stadtkapelle Wangen im Allgäu, Städteorchester Württembergisches Allgäu.

#### Hannes Tipelius
Hannes Tipelius (Baritonsaxophon), geb. 1988 in Kufstein, erhielt seinen ersten Saxophonunterricht im Alter von neun Jahren an der Landesmusikschule Wörgl bei Josef Rangger. Er besuchte das Musikgymnasium Feldkirch und begann in der Folge mit dem IGP-Bachelorstudium. Er studierte bei Jörg Maria Ortwein und seit 2007 bei Fabian Pablo Müller. Sein Studium schloss er im Juni 2011 mit Auszeichnung ab. Das derzeitige Masterstudium an der Hochschule für Musik und Theater München rundet seine Ausbildung ab. Hannes Tipelius war als Solist Preisträger bei Prima la musica und kammermusikalisch bei Gradus ad parnassum. Er besuchte zahlreiche Meisterkurse und spielte bereits beim Sinfonischen Blasorchester Vorarlberg, dem Landessymphonieorchester Vorarlberg und der Kammerphilharmonie Oberschwaben. Er ist Mitglied der Militärmusik Vorarlberg, dem Orfeo Saxophonquartett und dem Xi-Saxophonquartett.